# 마테오 란초니
마테오 란초니(이탈리아어: Matteo Lanzoni, 1988년 7월 18일, 이탈리아 코모 ~ )는 이탈리아의 축구 선수이다. 현재는 세리에 A UC 삼프도리아 소속이며 카르라레세 칼초에서 임대 신분으로 뛰고 있다.